# Конвоїри (фільм)
Конвоїри (англ. Chasers) — американська комедія 1994 року режисера Денніса Гоппера. У стрічці розповідається про двох берегових патрульних ВМС США (Том Беренджер і Вільям Макнамара), які повинні супроводжувати красуню-в'язницю (Еріка Еленьяк). Це був останній повнометражний фільм, знятий Гоппером. «Конвоїри» отримали неоднозначні відгуки критиків і провалилися в касовому зборі, зібравши лише 1,6 мільйона доларів проти бюджету виробництва в 15 мільйонів доларів.

## Сюжет
Едді Дівейн — молодий моряк, який здійснив низку шахрайств, пов'язаних із інвентарем, разом зі своїм партнером-злочинцем Говардом і заробив багато грошей під час служби. За день до звільнення Едді доручають супроводжувати в'язня з бази морської піхоти в Кемп-Леджейн разом із авторитарним головним старшиною Роком Рейлі. Едді, звичайно, не в захваті від такого завдання. Коли Говард бачить сварливого Едді, якого супроводжують з кабінету його начальника пара інших моряків, він думає, що Едді викрили та заарештували за його шахрайство. Щоб знищити докази, він йде до столу Едді й знаходить гроші, існування яких Едді від нього приховував.
Особистості Едді та Рока багато разів стикаються під час подорожі до Кемп-Леджейн. Коли вони досягають місця призначення, вони виявляють, що в'язень, якого вони перевозять, — це красива молода дівчина Тоні Джонсон. Однак незабаром вони виявляють, що повернути її назад непросто, коли вона намагається втекти під виглядом офіціантки в закусочній. Пізніше вона симулює початок місячних і кладе тампони в бензобак фургона, що призводить до того, що фургон застряг на дорозі. Під час прогулянки пішки тріо випадково падає в шахту. Вони намагаються вибратися, стоячи на плечах один одного. Тоні вилазить першою, кидає їх і тікає, але пізніше передумає і повертається за ними.
Вони залишаються ночувати в мотелі, поки їхній фургон ремонтують. Вони розмовляють і зближуються в закусочній, де з'ясовується, що Рок розлучився зі своєю дружиною і відлучився від свого сина, а Тоні спочатку пішла в самоволку, щоб відвідати свого брата-правопорушника, наркозалежного в лікарні. Коли влада намагалася її заарештувати, вона чинила опір і робила нові спроби втекти, що призвело до її вироку. Її брат помер, коли вона була у в'язниці. Це змушує їх побачити її в новому світлі та зрозуміти мотиви її дій. Пізніше ввечері Едді дізнається, що Говард забрав усі гроші, а також нову машину, яку Едді збирався купити. Він дзвонить Говарду, який каже, що він втомився від використання, але каже, що якщо Едді відповість на загадку, він обернеться: «Як ти розмовляєш з рибою?», на що Едді не може відповісти. Тоні слухає їхню розмову по іншій трубці та розуміє, що він привласнив 150 000 доларів у ВМС. Засмучений, Едді напивається. Коли він повертається в мотель, Тоні спокушає його, і вони займаються сексом.
Наступного ранку Едді прокидається і бачить, що Тоні втекла. Вона викрадає машину чоловіка, який її підвіз. Під час погоні за нею фургон Едді та Рока випадково піднімається на штучний вулкан у парку розваг і падає, але вони обоє втікають неушкодженими. Вони наздоганяють Тоні, щоб дізнатися, що скоро похорони її брата, і вона втікає, щоб бути присутньою. Рок і Едді сваряться. Потім усі троє йдуть до бару, де Тоні просить вибачення перед Едді за втечу того ранку та кажу «Напишіть їм лінію», відповідаючи на загадку Говарда, показуючи, що вона випадково підслухала розмову; потім вона виступає посередником у примиренні між Едді та Роком. Вони їдуть на свою базу і передають Тоні.
Едді розуміє, що закоханий у Тоні, і хоче її врятувати. Рок згоден. Коли Тоні везуть до в'язниці, Едді та Рок саботують фургон, так само як вона саботувала їхній фургон раніше. Едді видає себе за водія евакуатора і забирає фургон з Тоні всередині.
В епілозі, який розгортається через рік, Едді та Тоні живуть «десь на південь від кордону», а Рок, який тепер звільнився з військово-морського флоту, почав стосунки з офіціанткою, яку він раніше зустрів у закусочній.

## Акторський склад
| Актор            | Роль                                  |
| ---------------- | ------------------------------------- |
| Том Беренджер    | чиф-петті офіцер Рок Рейлі            |
| Вільям Макнамара | учень інтенданта-моряка Едвард Дівейн |
| Еріка Еленьяк    | морячка Тоні Джонсон                  |
| Кріспін Гловер   | моряк-новобранець Говард Фінстер      |
| Денніс Гоппер    | «Доггі»                               |
| Гері Б'юзі       | сержант Вінс Бенгер                   |
| Сеймур Кассель   | майстер-чіф Сеймі Богг                |
| Дін Стоквелл     | продавець Стіг                        |
| Бітті Шрам       | Фло                                   |